# Macrelmis shoemakei
Macrelmis shoemakei is een keversoort uit de familie beekkevers (Elmidae). De wetenschappelijke naam van de soort werd in 1971 gepubliceerd door Brown.